# 能登路雅子
能登路 雅子（のとじ まさこ、1949年2月12日 - ）は、日本の歴史学者、アメリカ文化史学者、東京大学総合文化研究科名誉教授、元同アメリカ研究資料センター所長、登録有形文化財「旧同潤会江古田分譲住宅佐々木邸」保存会代表。

## 経歴
青森県弘前市生まれ。
祖父は東京帝国大学名誉教授の農学者佐々木喬。「旧同潤会江古田分譲住宅佐々木邸」は分譲時に佐々木が購入したものであり、能登路自身も8歳まで居住していた。
1972年、東京大学教養学部教養学科卒業。
1973年までマッキャンエリクソン博報堂勤務。1978年から1982年までカリフォルニア大学ロサンゼルス校（UCLA）大学院在学(Master of Art: Asian American Studies)。1980年から1983年まで、ウォルト・ディズニー・プロダクション（現：ウォルト・ディズニー・カンパニー）およびオリエンタルランド嘱託として、東京ディズニーランド・プロジェクトに参加。
1986年武蔵大学助教授。1992年東京大学教養学部助教授、のち教授。2013年定年退任。

## 著書
単著
- 『ディズニーランドという聖地』岩波新書、1990年）

共編著
- （小田隆裕・柏木博・巽孝之・松尾弌之・吉見俊哉）『事典現代のアメリカ』（大修館書店、2004年）
- （有賀夏紀）『史料で読むアメリカ文化史（4）アメリカの世紀--1920年代-1950年代』（東京大学出版会、2005年）

訳書
- ロバート・ケリー『アメリカ政治文化史--建国よりの一世紀』（木鐸社、1987年）
- ボブ・トマス『ウォルト・ディズニー』（講談社、1995年）
- リンダ・K・カーバー, ジェーン・シェロン・ドゥハート編『ウィメンズアメリカ』（ドメス出版、2000年）

## 参考
- 岩波新書編集スタッフおすすめ 能登路雅子著『ディズニーランドという聖地』(2004/06/18)
- 立教大学アメリカ研究所　連続公開講演会 「ディズニーの帝国―テーマパークの文化戦略―」(2004/12/02)
- 学校図書株式会社 中学校 国語 作品 ディズニーランドという聖地